# DJ Hamida
DJ Hamida ([ˈhæmiːdə]), de son vrai nom Ahmed Sidi Taanoun (arabe : أحمد سيدي طحنون), né le 24 mai 1986 à Lyon, est un DJ et producteur musical franco-marocain ayant grandi à Meknès au Maroc, connu pour les séries de sorties À La Bien Mix Party et Meknessi Style dont il fait la promotion. Son plus grand succès a été avec le single Déconnectés avec Kayna Samet, Rim'K & Lartiste.

## Biographie
Né à Lyon le 24 mai 1986, DJ Hamida est originaire de Meknès au Maroc. Il s'est mis à jouer des platines dès 1998. Mêlant house, RnB, raï ou encore hip-hop, il décide, en 2004, d'exporter sa musique.

## Discographie

### Albums
| Année | Album                    | Positions de pointe | Positions de pointe | Positions de pointe | Positions de pointe |
| Année | Album                    | FR                  | BEL (Washington)    | BEL (Fl)            | NED                 |
| ----- | ------------------------ | ------------------- | ------------------- | ------------------- | ------------------- |
| 2011  | À la bien Mix Party 2011 | –                   | –                   | –                   | –                   |
| 2012  | À la bien Mix Party 2012 | –                   | –                   | –                   | –                   |
| 2013  | À la bien Mix Party 2013 | –                   | –                   | –                   | –                   |
| 2014  | À la bien Mix Party 2014 | dix                 | 76                  | –                   | –                   |
| 2015  | DJ Hamida Mix Party 2015 | –                   | 40                  | –                   | –                   |
| 2016  | DJ Hamida Mix Party 2016 | 6                   | 23                  | 166                 | –                   |
| 2017  | À la bien Mix Party 2017 | 4                   | 14                  | 98                  | –                   |
| 2018  | À la bien Mix Party 2018 | 2                   | 17                  | 81                  | 184                 |
| 2019  | À la bien Mix Party 2019 | 14                  | 32                  | 68                  | –                   |
| 2020  | À la bien Mix Party 2020 | dix                 | 22                  | 125                 | –                   |
| 2021  | Soleil                   | –                   | 89                  | –                   | –                   |
| 2022  | À la bien – Édition été  | –                   | 142                 | –                   | –                   |

### Simple
| Année | Célibataire                                        | Positions de pointe | Positions de pointe | Album                    |
| Année | Célibataire                                        | FR                  | BEL (Washington)    | Album                    |
| ----- | -------------------------------------------------- | ------------------- | ------------------- | ------------------------ |
| 2014  | Déconnectés (feat. Kayna Samet, Rim'K & Lartiste ) | 14                  | 7* (Ultrapointe)    | À la bien Mix Party 2014 |
| 2015  | Paname (feat. Cam'ro)                              | 82                  | –                   |                          |
| 2017  | C'est une frappe (feat. Lartiste )                 | 73                  | –                   |                          |

* N'apparaît pas dans le palmarès officiel belge Ultratop 50, mais plutôt dans le bouillonnement sous les palmarès Ultratip.
| Année | Célibataire                                         | Positions de pointe | Album                    |
| Année | Célibataire                                         | FR                  | Album                    |
| ----- | --------------------------------------------------- | ------------------- | ------------------------ |
| 2014  | Intro numéro un                                     | 149                 | À la bien Mix Party 2014 |
| 2014  | Ana Liouma (feat. Mister You et Al Bandit )         | 142                 | À la bien Mix Party 2014 |
| 2014  | Trabendo Musical (feat. Lartiste & Kader Japonais ) | 149                 | À la bien Mix Party 2014 |
| 2014  | Polo Wesh (feat. Leck et Laly Rai)                  | 158                 | À la bien Mix Party 2014 |
| 2015  | Mehlia (c'est fini) (feat. Kayna Samet )            | 136                 | DJ Hamida Mix Party 2015 |
| 2015  | Mlle Vilaine (feat. Lartiste, Leck & Big Ali)       | 194                 | DJ Hamida Mix Party 2015 |
| 2017  | C'est une frappe (feat. Lartiste)                   | 86                  | À la bien Mix Party 2017 |
| 2018  | Ciao belle (feat. Lartiste)                         | 48                  | À la bien Mix Party 2017 |